# Экблум, Хелена
Хелена «Лена» София Экблум (швед. Helena "Lena" Sophia Ekblom; 24 июня 1790 — 23 января 1859), также известная как Проповедница Лена (швед. Predikare-Lena) или Белая дева (швед. Vita jungfrun), — шведская писательница и проповедница.

## Биография
Хелена Экблум родилась в Мелланкарре, относящемся к приходу Святой Анны, в Эстергетланде, в семье моряка Якоба Экблума (ум. 1804) и Бриты Янсдоттер (ум. 1806).
Она утверждала, что получила свое первое религиозное откровение в возрасте девяти лет. Когда её мать и сестра умерли друг за другом в 1806 году, она перенесла инсульт, который навсегда повлиял на её движения в левой части тела, а также на выражение её речи. Она также утверждала, что её посещают духовные видения. Именно эти события положили начало её деятельности в качестве духовной проповедницы. Проповеди Экблум были сосредоточены на её собственных апокалиптических видениях блаженства праведников и наказания грешников. Её проповеди стали популярными и привлекали множество слушателей, и она стала странствующей проповедницей, посещая различные местности. Хелена Экблум щепетильно относилась к своему платью и настаивала на том, чтобы всегда вести свои проповеди в исключительно белой одежде, поэтому её стали называть в народе Белой девой (швед. Vita jungfrun).
В начале XIX века религиозная деятельность вне государственной церкви была запрещена в соответствии с Законом о молитвенных собраниях, и власти в конечном итоге заинтересовались её деятельностью, когда её последователей стало достаточно много, чтобы вызвать беспорядки. В 1807 году она была арестована. Когда духовенство не смогло убедить её приобщиться к церковной доктрине, она была помещена в Вадстенскую психиатрическую лечебницу. Она сбежала в ту же ночь, когда её поместили туда, и продолжила свои проповеди. Экблум привлекала последователей и среди людей более высокого социального положения, а также и недоброжелателей, в одном случае подвергшись насилию. Она была арестована и доставлена в Кальмар, но освобождена. В августе 1808 года её снова поместили в Вадстенскую психиатрическую лечебницу, и на этот раз приковали цепями, чтобы она не смогла сбежать. К ней относились достаточно снисходительно, так она смогла написать свою работу Den andeliga striden, которая стала её автобиографией и описанием пяти её духовных видений. В 1810 году по приказу короля Экблум была освобождена от цепей и избавлена от любого жестокого обращения, хотя её и не выпустили из лечебницы.
В 1828 году Экблум, наконец, была освобождена и возобновила свою деятельность в качестве странствующей проповедницы. В 1846 году приход Свинхульта предоставил Хелене Экблум ежегодное пенсионное содержание, и с 1853 года она жила в Свинхультском бедном доме. Она умерла, замерзнув насмерть в снегу зимой 1859 года.